# Carlos Pena (Schauspieler)

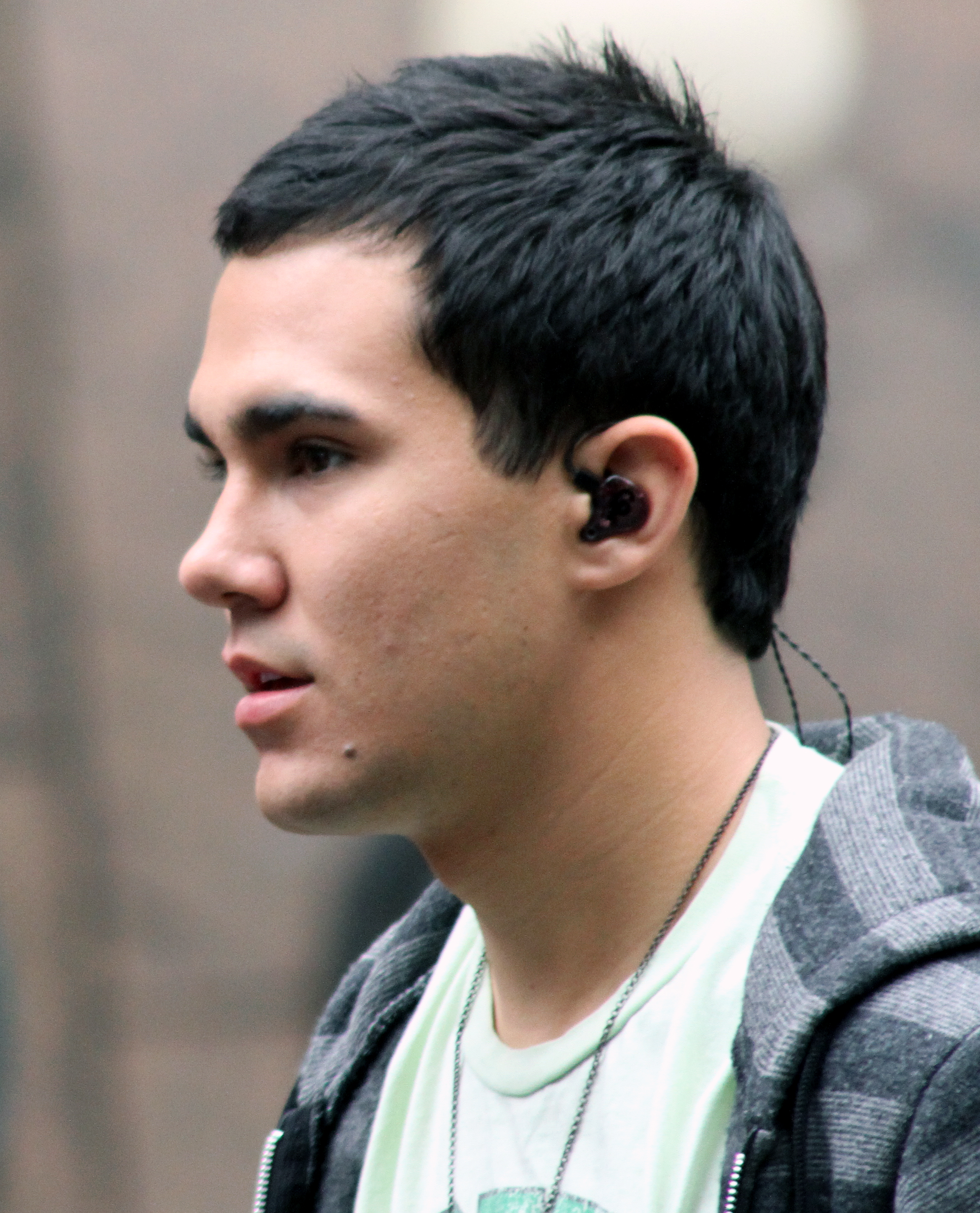
Carlos Pena, Jr. in New York City (2010)

Carlos Roberto PenaVega (* 15. August 1989 in Columbia, Missouri; geboren Carlos Roberto Pena Junior) ist ein US-amerikanischer Schauspieler, Tänzer und Sänger. Er erlangte die meiste Bekanntheit durch seine Karriere bei Big Time Rush.

## Leben
Carlos Pena wuchs in Weston im US-Bundesstaat Florida auf. Seine Mutter kommt aus der Dominikanischen Republik und sein Vater aus Venezuela. Seine erste Erfahrungen als Schauspieler machte Pena schon als Gastdarsteller in einigen Fernsehserie, wie Emergency Room – Die Notaufnahme, Neds ultimativer Schulwahnsinn und Summerland Beach.
Bekannt geworden ist Pena durch die Nickelodeon-Serie Big Time Rush, wo er von 2009 bis 2013 die Hauptrolle als Carlos Garcia spielte. Seit 2009 ist er außerdem Sänger der gleichnamigen Band Big Time Rush.
Im September 2013 verlobte er sich mit der Schauspielerin Alexa Vega. Das Paar hat am 4. Januar 2014 in Mexico, Puerto Vallarta geheiratet. Im Dezember 2016 wurde ihr erster gemeinsamer Sohn geboren. Im Juli 2019 folgte ein zweiter Sohn und im Mai 2021 eine Tochter.

## Filmografie
- 2004: Emergency Room – Die Notaufnahme (ER, Fernsehserie, Episode 11x08)
- 2004–2005: Neds ultimativer Schulwahnsinn (Ned’s Declassified School Survival Guide, Fernsehserie, 2 Episoden)
- 2005: Für alle Fälle Amy (Judging Amy, Fernsehserie, Episode 6x12)
- 2005: Summerland Beach (Summerland, Fernsehserie, Episode 2x03)
- 2009–2013: Big Time Rush (Fernsehserie, 74 Episoden)
- 2011: Little Birds
- 2012: How to Rock (Fernsehserie, Folge 1x06)
- 2012: Big Time Movie (Fernsehfilm)
- 2013: Marvin Marvin (Fernsehserie, Episoden 1x19–1x20)
- 2014: La Vida Robot
- 2015: Spare Parts
- 2015: Dancing with the Stars (Fernsehsendung, Staffel 21)
- 2015: Instant Mom (Fernsehserie, Episode 3x08)
- 2015: Die Thundermans (The Thundermans, Fernsehserie, Episode 3x11)
- 2015: Die Pinguine aus Madagascar (The Penguins of Madagascar, Episode 3x29, Stimme)
- 2016: Grease Live! (Fernsehfilm)
- seit 2016: Willkommen bei den Louds (The Loud House, Fernsehserie, Stimme von Bobby Santiago)
- 2017: Killing Hasselhoff
- 2017: Enchanted Christmas (Fernsehfilm)
- 2018: Life Sentence (Fernsehserie, 10 Episoden)
- 2018: Love at Sea (Fernsehfilm)
- 2018: Sleep Away
- 2018: A Midnight Kiss (Fernsehfilm)
- 2019–2020: Picture Perfect Mysteries (Fernsehfilm-Reihe)
  - 2019: Hochzeitsbild mit Leiche (Newlywed and Dead)
  - 2020: Ein lupenreiner Raub (Dead Over Diamonds)
  - 2020: Mord im Scheinwerferlicht (Exit, Stage Death)
- 2019–2022: Die Casagrandes (The Casagrandes, Fernsehserie, Stimme von Bobby Santiago)
- 2020: Blue’s Clues & You! (Fernsehserie, Episode 1x11)
- 2020: Comeback – Saiten des Lebens (Mighty Oak)
- 2021: Willkommen bei den Louds – Der Film (The Loud House Movie) (Stimme)

## Diskografie

### Als Solokünstler

#### Singles
- 2014: Electrico (als PenaVega)
- 2017: Bésame (als Carlos PenaVega; mit MAFFiO)
- 2022: Someday Somewhere (als Carlos PenaVega)

#### Gastbeiträge
- 2015: Principio Y Fin (mit Evan Craft)
- 2015: Principio Y Fin (Versión Acústica) (mit Evan Craft)
- 2016: Summer Nights – From "Grease Live!" (mit Grease Live Cast)
- 2016: Greased Lightnin' – From "Grease Live!" (mit Aaron Tveit & Grease Live Cast)
- 2016: We Go Together - From "Grease Live!" (mit Grease Live Cast)
- 2016: See Your Face (als Carlos Pena; mit Ashley Wallbridge)